# Euphrasia syreitschikovii
Euphrasia syreitschikovii är en snyltrotsväxtart som beskrevs av Govor. och Sergievsk.. Euphrasia syreitschikovii ingår i släktet ögontröster, och familjen snyltrotsväxter. Inga underarter finns listade i Catalogue of Life.